# Carlos A. Petit
Carlos A. Petit (2 de febrero de 1913 - 18 de marzo de 1993) cuyo nombre completo era Carlos Artagnan Petit, fue un director de teatro, comediógrafo y guionista argentino. Su esposa fue la vestuarista, actriz, bailarina y vedette de cine y teatro argentino Pety Petcoff.
Luego de que durante muchos años el Teatro Maipo no tuviera competencia seria en el rubro de teatro de revistas, en la década de 1950, el autor y productor Carlos A. Petit tomó a su cargo el Teatro El Nacional, ubicado en la Avenida Corrientes casi Carlos Pellegrini (Buenos Aires), que había sido reducto del sainete y lo convirtió en un muy importante escenario revisteril en momentos en que había crecido el poder de consumo de los argentinos. Petit contrató a la vedette Nélida Roca, la hizo formar rubro con Adolfo Stray y les otorgó porcentaje -una audaz novedad empresaria que a regañadientes también el Teatro Maipo tuvo que adoptar.

## Teatro
Director
- Rosas amarillas, rosas rojas

Obras
- Las muchachas de antes no usaban bikini

## Televisión
Guionista
- Las mil y una de Sapag (1984) Serie
- El gran Marrone (1974) Serie

## Filmografía
Guionista
- Los muchachos de mi barrio (1970)
- El gordo Villanueva (1964)
- El que con niños se acuesta (1959) (México)
- Las apariencias engañan (1958)
- La despedida o Que me toquen las golondrinas (1957)
- Estrellas de Buenos Aires (1956)
- Cuando los duendes cazan perdices (1955)
- El millonario (1955)
- Pobre pero honrado (1955)
- Vida nocturn (1955)
- Casada y señorita (1954)
- La casa grande (1953)
- Los sobrinos del Zorro (1952)
- Ésta es mi vida (1952)
- Locuras, tiros y mambo (1951)
- Una cubana en España (1951)
- Buenos Aires, mi tierra querida (1951)
- La vida color de rosa (1951)
- Con la música en el alma (1951)
- A La Habana me voy (1951)
- La mujer del león (1951)
- El Zorro pierde el pelo (1950)
- Buenos Aires a la vista (1950)
- El seductor (1950)
- La barra de la esquina (1950)
- Piantadino (1950)
- Alma de bohemio (1949)
- Un nuevo amanecer (1942)
- Yo conocí a esa mujer (1942)
- Cada hogar un mundo (1942)

Actor
- Los ojazos de mi negra (1940)